# اورتون بروکس
توماس اورتون بروکس (انگلیسی: Thomas Overton Brooks؛ ‏ ۲۱ سپتامبر ۱۸۹۷ – ۱۶ سپتامبر ۱۹۶۱)،  نمایندهٔ دموکرات در مجلس نمایندگان ایالات متحده از حوزهٔ انتخابیه چهارم کنگره مستقر در شریوپورت در شمال‌غربی لوئیزیانا بود که اعتبار از ۳ ژانویه سال ۱۹۳۷ مدت یک ربع قرن در این مجلس خدمت کرد.
بروکس که از یک خانوادهٔ سرشناس بود، پسر برادر جان اچ. اورتون، سناتور آمریکایی و پسر نوهٔ والتر همپدن اورتون بود. در هنگام مرگش، رئیس کمیتهٔ علوم و فضانوردی مجلس نمایندگان بود.

## قبل از سیاست
بروکس در شهر بتن روژ در خانوادهٔ کلاد ام. بروکس و پینیلوپ اورتون سابق متولد شد. بروکس از مدارس دولتی فارغ شد. در جریان جنگ اول جهانی در جریان سال‌های ۱۹۱۸ تا ۱۹۱۹ به عنوان سرباز در بیرون کشور در هنگ ششم توپخانه لشکر نخست ارتش منظم، خدمت کرد.
پس از جنگ در سال ۱۹۲۳ از مرکز حقوقی دانشگاه ایالتی لوئیزیانا واقع باتون روژ مدرک خود را بدست آورد. بروکس در کانون وکلاء پذیرفته شد و در شهر شریوپورت در پریش کادو در حواشی شمال‌غربی ایالت خود به وکالت پرداخت.
در ۱ ژوئن سال ۱۹۳۲ با مری فونتین «مولی» مریودر سابق (۱۹۰۴–۱۹۹۵)‏ دختر ماینور مریودر (۱۸۶۲–۱۹۴۹) کشاورز و بانکدار ساکن اصلی شهرستان هرناندو ایالت میسیسیپی و آن فاینلی مک‌نت (۱۸۶۵–۱۹۴۳) که هردوی آن‌ها در شریوپورت فوت نمودند، ازدواج کرد. اورتوت و مولی بروکس یک فرزند بنام لورا آن بروکس (۱۹۳۶–۱۹۹۴) که مانند مادر خود در شهر هیوستون ایالت تگزاس درگذشت.

## حرفهٔ سیاسی
بروکس جانشین جان اِن سندلین، یکی از دموکرات‌های شهر مندن مقر پریش وبستر، شد. سندلی در عوض تلاش برای انتخاب مجدد، در انتخابات مقدماتی سال ۱۹۳۶ دموکرات‌ها در برابر آلن الندر برای کرسی خالی در مجلس سنای ایالات متحده به رقابت پرداخت و شکست خورد. بروکس که به عنوان «لانک-آلن» وارد رقابت‌های انتخاباتی شده بود، ویلبرن وی. لون، رقیب دورن حزبی را شکست داد.

### ۱۹۴۰
در سال ۱۹۴۰، سام هوستون جونز، فرماندار تازه انتخاب شده بر شکست بروکس در انتخابات مقدماتی کنگره حزب دموکرات تأکید کرد، اما بروکس در یک انتخابات دو مرحله‌ای برای بار سوم در همان سال برنده شد. بروکس با هنری اندرو اونل (۱۸۷۹–۱۹۷۰)، نمایندهٔ بیمهٔ شریوپورت ساکن‌الاصل لیندن شهرستان کاس ایالت تگزاس، در دور نهایی وارد رقابت شد. در مرحلهٔ مقدماتی انتخابات، ویلبورن جک اهل پریس کادو و جی. فرانک کولبرت، شهردار پیشین مندن، به دور بعدی راه نیافتند. در دور دوم رای‌دهی، بروکس ۱۹٬۳۷۵ رای (۵۵٫۶ درصد) در برابر ۱۵٬۴۵۰ رای (۴۴٫۴ درصد) رای انیل، رای بدست آورد.
در دور سال‌های ۱۹۴۷ الی ۱۹۴۸ در کمیتهٔ هرتر (کمیتهٔ منتخب مجلس در رابطه با کمک‌های خارجی) خدمت کرد.

### ۱۹۴۸
بروکس در انتخابات سال ۱۹۴۸، دو رقیب دورن حزبی، هاروی لاک کری اهل مندن، دادستان کوتاه مدت ایالات متحده برای دادگاه حوزوی ایالات متحده برای حوزهٔ غربی لوئیزیانا و لوید هنریک سناتور پیشین ایالتی ساکن‌الاصل پریس ناچیتوکس و ساکن شریوپورت، را شکست داد.

### ۱۹۵۰
بروکس در انتخابات سال ۱۹۵۰، بر رقابت درون حزبی محافظه‌کارانه که توسط جیمز اچ. گرین (۱۹۱۸–۱۹۸۸)‏ لیسانسه ۳۲ ساله دبیرستان فیر پارک، سرباز کهنه‌کار نیروهای دریایی ایالات متحده و گزارش‌گر وقت روزنامه منحل شدهٔ شریوپورت ژورنال راه‌اندازی شده بود، غالب شد.

### ۱۹۵۲
بروکس در اوایل سال ۱۹۵۲، به‌هدف اعلام حمایت از هیل باگز، عضو مجلس نمایندگان ایالات متحده آمریکا از حوزهٔ انتخابیهٔ دوم کنگره لوئیزیانا در پست فرمانداری با راسل بی. لانگ، سناتور آمریکایی پیوست، اما رابرت اف. کنون اهل مندن برندهٔ انتخابات شد و باگز در انتخابات مقدماتی دموکرات‌ها در جایگاه سوم قرار گرفت.
بروکس در تابستان سال ۱۹۵۲، رقیب محافظه‌کار درون حزبی دیگری را بنام لاورنس ال.می. جونیور (۱۹۲۱–۱۹۹۵) اهل شهر ویویان واقع پریش کادو که در یک اظهارات از تلفات فزایندهٔ جنگ کره و افراط در دیوان‌سالاری فدرال انتقاد کرده بود، شکست داد. می خود را «یک دموکرات ضد ترومن، ضد نیو دیل (برنامه اقتصادی و اجتماعی فرانکلن روزولت)، و ضد کمونیست اعلام کرد. وی از تورم در قیمت خانه و بلند بودن نرخ کسر فدرال از حقوق ماهیانه که سبب شده بود بسیاری «به‌سختی مواد غذایی بخرند» را تقبیح نمود. می ادعا کرد که «کنگره به تدریج این جامعه‌گرایی را در قوانین ما رای داده‌است». او اتهام وارد کرد که کنگره از برنامهٔ کار مانیفیست حزب کمونیست پیروی کرده‌است. می همچنین گفت که بدهی آن‌زمان فدرال معادل تمام دارایی‌های غیرمنقول و شخصی در کشور است: «آیا این آقای بروکس نبود که در حمایت از تمامی مفاد برنامه‌های نیو دیل، فیر دیل و ترومن که [اکنون] می‌گوید کشور را به مرز فاجعه رسانده‌اند، رای داد؟» او ادعا کرد که بروکس به‌طور ضمنی از یک سیاست خارجی «مارکسیستی» حمایت نموده‌است: ما نمی‌توانیم با بازگردانیدن افراد قبلی به کنگره که این آشفتگی را نصیب ما کرده‌است، عقلانیت را به سیاست خارجی برگردانیم».
می همچنین اعلام کرد که نمی‌توان او را «خرید یا تطمیع کرد».

### ۱۹۵۶
بروکس دوازده مرتبه در کنگره انتخاب شد. در سال ۱۹۵۶ مانیفیست جنوبی (اعلامیهٔ اصول قانون اساسی) را امضا کرد که این امر یک تلاش ناموفق کنگره برای ممنوعیت تفکیک‌زدایی از مدارس دولتی به دستور دادگاه عالی ایالات متحده در پروندهٔ بروان علیه هیئت آموزشی بود. برای مدتی، ند توکستون اهل بووژر سیتی، ناشر طرفدار جدایی‌گرایی، بر ستاد بروکس کار می‌کرد. بروکس همچنین بر تقویت دفاع ملی، تولید گستردهٔ گاز طبیعی، برق‌رسانی روستائی و «نرخ عادلانه» محصولات کشاورزی، لبنیات، و محصولات دام‌داری، تأکید می‌ورزید.
بروکس در ماه نوامبر سال ۱۹۵۶ با ۶۸ در صد آرا در مقابل ۳۲ درصد آرا کلهون آلن، کاندید جمهوری‌خواه را شکست داد، کلهون سرباز ذخیره با سابقه و رئیس قبلی جشنوارهٔ تعطیلات در دیکسی بود که سپس به حزب دموکرات گروید و به‌عنوان عالی‌رتبه مؤسسات عام‌المنفعهٔ شریوپروت و شهردار شریوپروت انتخاب شد. بروکس در آن کمپین خود را یک دموکرات دائمی اعلام کرد و از رای‌دهندگان خواست تا از آدلای استیونسون اهل ایلینوی برای سمت ریاست‌جمهوری در برابر دوایت آیزنهاور، نخستین جمهوری‌خواه پس از دورهٔ بازسازی برای برنده شده در کالج‌های انتخاباتی لوئیزیانا، حمایت نمایند. آلن در آن‌زمان خود را «جمهوری‌خواه آیزنهاور» اعلام کرد.
در انتخابات مقدماتی سال ۱۹۵۸ دموکرات‌ها برای مجلس نمایندگان آمریکا، بروکس خانم سوفیا تامپسون را شکست داد.

### ۱۹۶۰، آخرین رقابت در کنگره
در سال ۱۹۶۰ در جریان راهپیمایی کوکلاکس‌کلن (KKK) تحت رهبری روی دیویس، یک صلیب در حیاط مقابل خانه اورتون آتش زده شد که منجر به تحقیقات پلیس و بازداشت دیویس شد.
در آخرین انتخاب در کنگره در سال ۱۹۶۰، بروکس با یکی دیگر از رقبای جمهوری‌خواه بنام با فرد چارلز مک‌کلاناهان جونیور (۱۹۱۸–۲۰۰۷) پیمان‌کار اهل شرپریوت که در شهر هومر در شهرستان کالیبون بزرگ شده بود، مقابل شد. مک‌کلاناهان، در جنگ دوم جهانی در شصت و هشت مأموریت جنگی پرواز انجام داده بود و به دریافت مدال صلیب پرواز ممتاز، مدال هوایی و مدال پریل هارت، مفتخر گردید. خانمش مری که یک آموزگار بود، در اتحادیهٔ زنان رای‌دهنده فعالیت می‌کرد. جورج دسپوت که بعداً رئیس حزب جمهوری‌خواه ایالتی شد، مدیر کمپین‌های انتخاباتی وی بود.